# Шаблыкино (Пушкинский район)
Шаблыкино — деревня в Пушкинском районе Московской области России, входит в состав сельского поселения Царёвское. Население — 10 чел. (2010).

## География
Расположена на севере Московской области, в восточной части Пушкинского района, примерно в 17 км к северо-востоку от центра города Пушкино и 32 км от Московской кольцевой автодороги, в междуречье Талицы и Прорванихи бассейна Клязьмы, западнее города Красноармейска.
К деревне приписано пять садоводческих товариществ. В 7 км к северо-западу — Ярославское шоссе М8, в 2 км к югу — Московское малое кольцо А107, в 3 км к северу — ветка линии Ярославского направления Московской железной дороги Софрино — Красноармейск.
Ближайшие сельские населённые пункты — село Царёво, деревни Останкино и Чекмово, ближайшая железнодорожная станция — Путилово.

## Население
| 1859 | 1890 | 1899 | 1926 | 2002 | 2006 | 2010 |
| ---- | ---- | ---- | ---- | ---- | ---- | ---- |
| 34   | ↗39  | ↗41  | ↗52  | ↘19  | ↘18  | ↘10  |

## История
В «Списке населённых мест» 1862 года — владельческая деревня 1-го стана Дмитровского уезда Московской губернии по левую сторону Московско-Ярославского шоссе (из Ярославля в Москву), в 55 верстах от уездного города и 22 верстах от становой квартиры, при речке Прованихе, с 5 дворами и 34 жителями (17 мужчин, 17 женщин).
По данным на 1899 год — деревня Богословской волости Дмитровского уезда с 41 жителем.
В 1913 году — 7 дворов.
По материалам Всесоюзной переписи населения 1926 года — деревня Царёвского сельсовета Путиловской волости Сергиевского уезда Московской губернии в 1,1 км от Вознесенского шоссе и 8,5 км от станции Софрино Северной железной дороги, проживало 52 жителя (16 мужчин, 36 женщин), насчитывалось 10 крестьянских хозяйств.
С 1929 года — населённый пункт в составе Пушкинского района Московского округа Московской области. Постановлением ЦИК и СНК от 23 июля 1930 года округа как административно-территориальные единицы были ликвидированы.
Административная принадлежность
1929—1957, 1962—1963, 1965—1994 гг. — деревня Царёвского сельсовета Пушкинского района.
1957—1960 гг. — деревня Царёвского сельсовета Мытищинского района.
1960—1962 гг. — деревня Царёвского сельсоветов Калининградского района.
1963—1965 гг. — деревня Царёвского сельсовета Мытищинского укрупнённого сельского района.
1994—2006 гг. — деревня Царёвского сельского округа Пушкинского района.
С 2006 года — деревня сельского поселения Царёвское Пушкинского муниципального района Московской области.